# Piotr Rubik

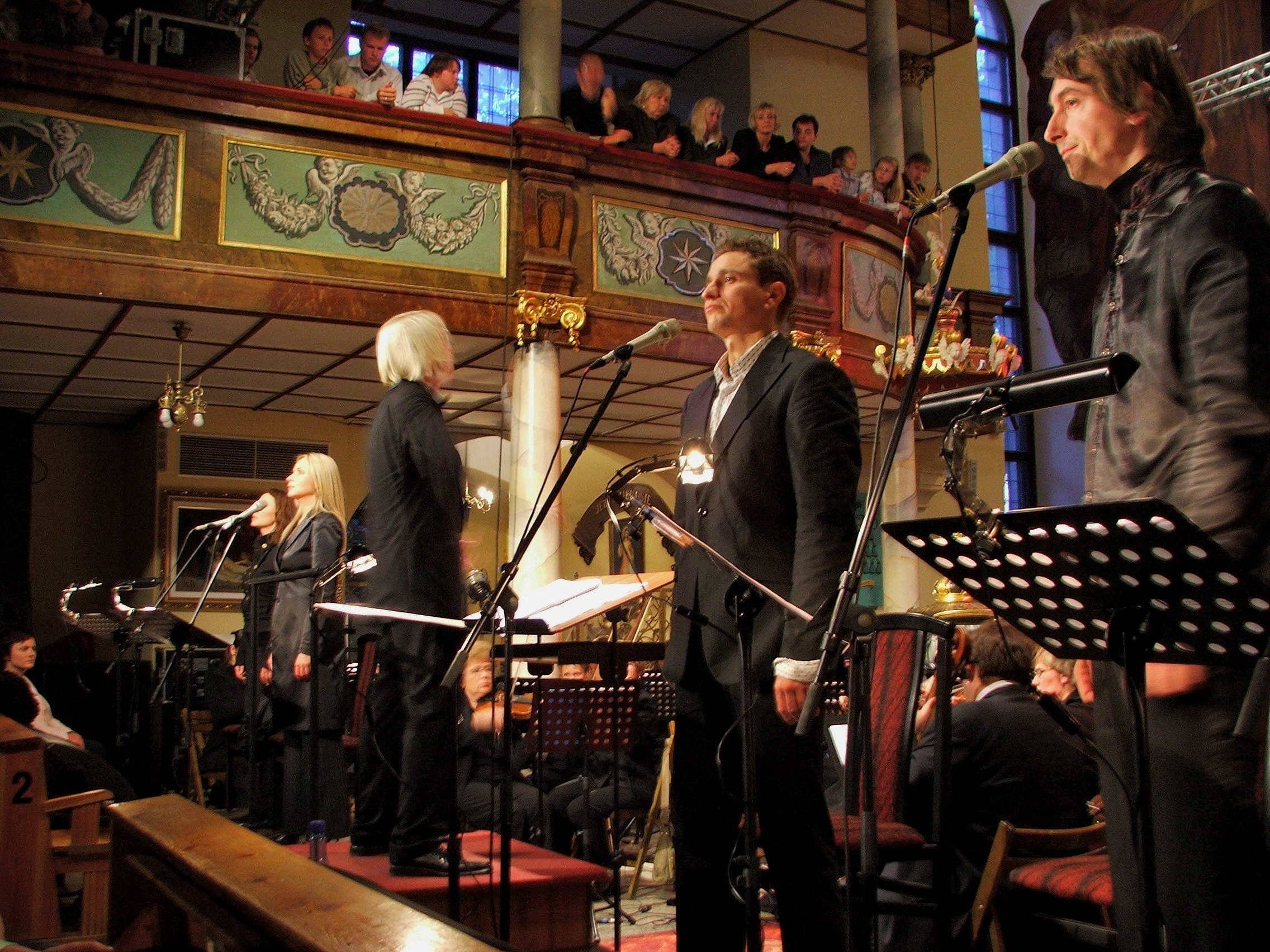
Świętokrzyska Golgota, koncert w kościele pod wezwaniem Podwyższenia Krzyża Świętego w Jeleniej Górze w ramach „Silesia Sonans” 2005.

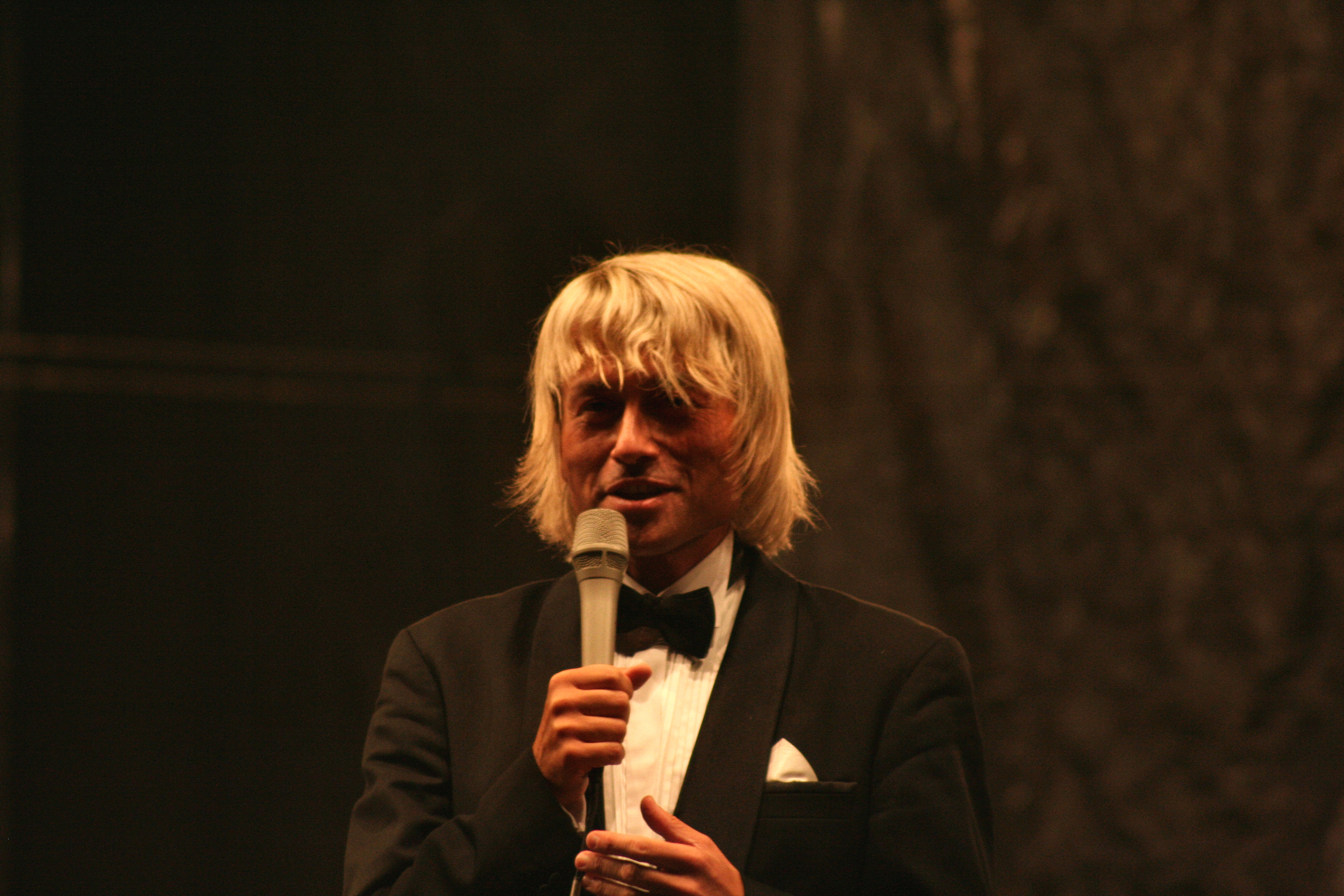
Piotr Rubik po koncercie oratorium Tu Es Petrus w Jeleniej Górze w ramach „Wrzesień Jeleniogórski” 2006.

Piotr Andrzej Rubik (ur. 3 września 1968 w Warszawie) – polski dyrygent, kompozytor muzyki pop, filmowej i teatralnej, producent muzyczny, prezenter telewizyjny oraz wokalista.

## Życiorys
Jest synem Żanetty Wrońskiej, realizatorki audycji Polskiego Radia Podwieczorek przy mikrofonie. Podstawy wiedzy o muzyce zdobywał pod okiem Elżbiety Małanicz-Onoszko. W wieku siedmiu lat zaczął uczyć się gry na wiolonczeli w klasie Jerzego Ługiewicza. Naukę kontynuował w liceum muzycznym pod kierownictwem prof. Andrzeja Zielińskiego, który prowadził go do ukończenia Akademii Muzycznej im. Fryderyka Chopina w Warszawie. Był członkiem orkiestry Jeunesses Musicales International, w której pełnił rolę koncertmistrza. Uczęszczał na kursy kompozycji muzyki filmowej w Sienie, prowadzone m.in. przez Ennio Morricone.
W 1997 współprowadził i współprodukował program Polsatu Multimedialny odlot o tematyce gier komputerowych.
Jest producentem płyt Tytusa Wojnowicza, Małgorzaty Walewskiej, Katarzyny Skrzyneckiej, Michała Bajora, Georginy Tarasiuk. Napisał utwór „Dotyk” dla Edyty Górniak oraz pieśń „Dove Vai”, promującą film Quo Vadis w reżyserii Jerzego Kawalerowicza. Stworzył oprawę muzyczną Programu Pierwszego Polskiego Radia (2002 - 2012) oraz Wiadomości TVP1 (2004–2014). 
Od 2005 jest szefem muzycznym Festiwalu Tańczące Eurydyki im. Anny German w Zielonej Górze. W 2012 wystąpił jako kapitan drużyny z Warszawy w trzeciej edycji programu TVP2 Bitwa na głosy. 22 września 2015 miała miejsce premiera teledysku do piosenki „Miłość to słowa dwa”, którą promował album pt. Pieśni szczęścia zarejestrowany 26 września w Amfiteatrze Kadzielnia w Kielcach. 6 września 2020 zasiadł w jury pierwszego półfinału Szansy na sukces, wyłaniającego reprezentanta Polski w 18. Konkursie Piosenki Eurowizji dla Dzieci w Warszawie. W 2021 z żoną Agatą wziął udział w programie rozrywkowym TVN Power Couple. W tym samym roku otrzymał Nagrodę Specjalną ZAiKS-u.

## Życie prywatne
21 czerwca 2008, po dwóch latach związku, zawarł małżeństwo sakramentalne z Agatą Paskudzką w kościele św. Jadwigi we Wrocławiu. Zdjęcia z uroczystości zostały opublikowane na łamach czasopisma „Viva!”. Mają dwie córki, Helenę (ur. 20 maja 2009) i Alicję (ur. 25 maja 2013).

## Dyskografia

### Albumy
| Rok                            | Tytuł                                                                                | Pozycja na liście | Certyfikat ZPAV       |
| Rok                            | Tytuł                                                                                | POL               | Certyfikat ZPAV       |
| ------------------------------ | ------------------------------------------------------------------------------------ | ----------------- | --------------------- |
| 2004                           | Świętokrzyska Golgota - Data: 2004 - Wydawca: Jedność                                | 8                 | - platynowa płyta     |
| 2005                           | Tu Es Petrus - Data: 1 maja 2005 - Wydawca: Magic Records                            | 2                 | - diamentowa płyta    |
| 2006                           | Rubikon - Data: 13 marca 2006 - Wydawca: Sony BMG                                    | 1                 | - 3× platynowa płyta  |
| 2006                           | Psałterz wrześniowy - Data: 20 października 2006 - Wydawca: Magic Records            | 1                 | - 2× diamentowa płyta |
| 2006                           | Tryptyk Świętokrzyski - Data: 23 listopada 2006 - Wydawca: Universal Music Polska    | 17                | - 2× platynowa płyta  |
| 2007                           | Zakochani w Krakowie - Data: 17 grudnia 2007 - Wydawca: Krakowskie Biuro Festiwalowe | –                 |                       |
| 2008                           | Habitat, moje miejsce na ziemi - Data: 25 marca 2008 - Wydawca: EMI Music Poland     | 1                 | - 2× platynowa płyta  |
| 2009                           | RubikOne - Data: 22 maja 2009 - Wydawca: EMI Music Poland                            | 6                 | - złota płyta         |
| 2009                           | Santo Subito - Data: 2 października 2009 - Wydawca: EMI Music Poland                 | 8                 | - platynowa płyta     |
| 2011                           | Opisanie świata - Data: 8 listopada 2011 - Wydawca: EMI Music Poland                 | 8                 | - złota płyta         |
| 2015                           | Pieśni szczęścia - Data: 20 listopada 2015 - Wydawca: Universal Music Polska         | 39                |                       |
| 2016                           | Z powodu Mojego imienia - Data: 25 lipca 2016 - Wydawca: Agencja Artystyczna MTJ     | 31                |                       |
| 2021                           | Kantata Polska - Data: 26 listopada 2021 - Wydawca: Agencja Artystyczna MTJ          | –                 |                       |
| „–” pozycja nie była notowana. |                                                                                      |                   |                       |

### Notowane utwory
| Rok  | Tytuł                                | Pozycja na liście | Album               |
| Rok  | Tytuł                                | SLiP              | Album               |
| ---- | ------------------------------------ | ----------------- | ------------------- |
| 2005 | „Niech mówią, że to nie jest miłość” | 1                 | Tu Es Petrus        |
| 2006 | „Psalm dla Ciebie”                   | 2                 | Psałterz Wrześniowy |
| 2006 | „Biały śnieg i Ty”                   | 46                | –                   |

### Inne
| Rok  | Tytuł                                                                             |
| ---- | --------------------------------------------------------------------------------- |
| 1991 | Przemysław Gintrowski – Kamienie – fortepian                                      |
| 1993 | Pajęczarki – muzyka filmowa                                                       |
| 1993 | Tylko strach – muzyka filmowa                                                     |
| 1996 | Tytus Wojnowicz – Tytus – produkcja, aranżacje, instrumenty klawiszowe            |
| 2000 | Alma Mater – muzyka promująca film Prymas. Trzy lata z tysiąca (2000)             |
| 2000 | Operacja Koza – muzyka filmowa                                                    |
| 2001 | Dove Vai i Co ma przeminąć, to przeminie – muzyka promująca film Quo vadis (2001) |
| 2002 | Oj Kot! – muzyka promująca film Zemsta (2002)                                     |
| 2006 | Niech mówią, że to nie jest miłość! – muzyka promująca film Ja wam pokażę! (2006) |
| 2007 | Ryś – muzyka filmowa                                                              |
| 2020 | Game Not Over – muzyka elektroniczna                                              |

## Filmografia
| Rok  | Tytuł  | Rola                                          | Uwagi                       |
| ---- | ------ | --------------------------------------------- | --------------------------- |
| 2007 | Niania | jako Czarek Kowalczyk, sobowtór Piotra Rubika | serial telewizyjny, odc. 58 |

## Krytyka
Muzyka Piotra Rubika określana jest przez niektórych jako kiczowata, przesłodzona i banalna. „Dziennik” określił go jako Mandarynę muzyki poważnej, a jego muzykę połączeniem tandetnego musicalu i sacro popu. Gazeta „Przekrój” określiła jego muzykę mianem sacro polo, nawiązując do gatunku disco polo znanego z prymitywności muzyki, naiwności tekstów i niskiego poziomu wykonawstwa. „Tygodnik Powszechny” opublikował artykuł Rubik, czyli triumf hucpy.
Podkreślany jest również fakt, iż muzyka Piotra Rubika mylnie niekiedy uznawana jest za muzykę poważną. Socjolog Mirosław Pęczak powiedział: 

To sztuka niska – nie jest to żadna ocena, ani tym bardziej atak, tylko obiektywny fakt. Rubik jest artystą dla mas, dla niewyrafinowanego odbiorcy i z tego powodu cieszy się takim wzięciem. (...) Siła Rubika polega na tworzeniu pozoru sztuki wyższej: ludzie myślą, że obcują z czymś wyższym. Tymczasem fakt, że coś jest grane przez orkiestrę symfoniczną nie oznacza, że od razu staje się klasyką.

Piotr Rubik określa swoich krytyków jako niedouczonych recenzentów. Twierdzi, iż rzucają sloganami, nie mają oni ani jednego argumentu konkretnego przeciwko jego muzyce, są jedynie przeciwko niemu jako osobie.

### KantataZakochani w Krakowie
Krytyka nasiliła się, gdy poproszono kompozytora o napisanie kantaty dla uczczenia 750-lecia miasta Krakowa (Zakochani w Krakowie), za którą otrzymał 100 tysięcy złotych. Krakowski reżyser Artur „Baron” Więcek, znany m.in. z filmu Anioł w Krakowie, stwierdził, iż:

Z miłości do mojego miasta krew mnie dzisiaj zalewa. (...) W moim mieście promuje się człowieka, który uprawia muzyczną hucpę, okraszając ją pseudoreligijnym patosem i obco brzmiącymi nazwami. Niech pan Rubik sobie tworzy swoje psalmy, oratoria, kantaty, a nawet fugi i toccaty. Ale na litość boską, dlaczego jego twórczość opłacana jest z moich pieniędzy?

Kompozytorka Krystyna Moszumańska-Nazar nazwała Rubika amatorem: 

To prawdziwy skandal, żeby tak wielkie dzieło, jakim jest kantata czy oratorium, zamawiać u amatora. Kraków po prostu ignoruje środowisko własnych twórców.